# Сергей Гончаров
Серге́й Миха́йлович Гончаро́в е руски и съветски архитект, един от ярките представители на московското ар нуво, автор на многочислени постройки в Москва.

## Биография
Роден е на 21 април 1862 година в Москва, Русия, потомък на известния дворянски род Гончарови. Неговият прадядо, Н. А. Гончаров е баща на Н.Н.Гончарова-Пушкина-Ланская. Гончаров унаследява родовото имение на Гончарови на улица „Большой Палашёвский переулок“, чиято реставрация е една от първите самостоятелни работи на архитекта.
От 1879 до 1886 следва в Московското училище по живопис, скулптора и архитектура, завършвайки го със званието художник-архитект. След завършване на училището работи като архитект в града. От 1894 е почетен член на Московския Съвет на Детските Приюти с отговорности да изпълнява безплатна архитектурна работа. От 1895 г. е почетен директор на Долгоруковския Приют.
Между 1898 – 1904 служи като техник в Строителния отдел на Московското Губернско Управление. Има собствена архитектурна кантора, в която работи и архитект С.Д.Кучинский. След Октомврийската революция има само случайни архитектури поръчки.
Гончаров сериозно се увлича по живописта, което обяснява декоративността на много от неговите постройки. Той е баща на художничката Наталия Гончарова. От 1910 живее в собствен дом на улица „Трёхпрудный переулок“ 2.
Умира на 23 юни 1935 година в Москва на 73-годишна възраст.

## Постройки
- Собствен дом (1885, Москва, „Большой Палашёвский переулок“ 7)[3]
- Дом на В. К. Кеслер (1885, Москва, „Малая Грузинская улица“]), не е запазена
- Градско имение на Я. Ипатов-Малютин (1887, Москва, „Нижняя Красносельская улица“ 40, стр. 11)[4]
- Частен дом на А. К. Шлип (1893, Москва, „Староконюшенный переулок“ 10/10), не е запазена
- Частен дом на Болотнови (1890, Москва, Улица „Щепкина“ 24)
- Кооперация (1900, Москва, „Вспольный переулок“ 18), ценен градоформиращ обект[4]
- Права пристройка и надстройка на собственото жилище с изменение на фасадата(1901, Москва, „Большой Палашёвский переулок“ 7)
- Кооперация на Капырин (1901, Москва, „Первая Тверская-Ямская улица“ 16)
- Павилион и Аукционна зала на Обществото на Селските Стопани и прилежащ ресторант (1901, Москва)
- Изложбена сграда с манеж за конни търгове на Земледельческой школы Императорского Общества сельского хозяйства (1902, Москва, „Земледельческий переулок“ 20), престроена
- Кооперация на А. П. Лебедев (1905, Москва, „Садовая-Каретная улица“ 22), ценен градоформиращ обект[4]
- Кооперация (1906, Москва, „Третья Тверская-Ямская улица“ 30)
- Кооперация (1906, Москва, „Четвёртая Тверская-Ямская улица“ 29)
- Частен дом на Новикови (1907, Москва, „Улица Большая Полянка“ 45)
- Домът на В. И. Синицын (1908, Москва, „Садовая-Триумфальная улица“ 12)
- Кооперация на А. И. Синицын (1909, Москва, „Благовещенский переулок“ 3)
- Постройка във владенията на М. П. Шмелёв (1909, Москва, „Пятый Монетчиковский переулок“)
- Кооперация на В. П. Смирнов (1910, Москва, „Пятницкая улица“ 65)
- Постройка във владенията на Ф. А. Васильев (1910, Москва, „Малый Ивановский переулок“ 9)
- Кооперация на В. И. Донски (1911, Москва, „Староконюшенный переулок“ 41)
- Дом на П. И. Жуков (1911, Москва, „Второй Брянский переулок“), не е запазена
- Надстройка на два корпуса в имота на Голицин (1911, Москва, „Большой Черкасский переулок“ 9)
- Кооперация на Солодовников, Гаврил Гаврилович (1912 – 1914, Москва, „Лебяжий переулок“ 6)
- Кинематограф (Електротеатр) и театър на миниатюрата в имота на Г. Г. Солодовников (1912 – 1914, Москва, „Пречистенская набережная“ 1, лява страна)
- Кооперация на Е. Ф. Фролов (1913 – 1914, Москва, „Переулок Огородная Слобода“ 14)
- Офис в имота на И. Д. Денисов (1914, Москва, „Малая Екатерининская улица“), не е запазена
- Кооперация на Ф. И. Синицын (1914, Москва, „Тверская улица“), не е запазена
- Църква „Святой Троицы“ и дом причта (1915 – 1916, Щёлково, „Пролетарский проспект“ 8)
- Кооперация на Савельеви (1915 – 1916, Москва, „Староконюшенный переулок“ 39)
- Пристройка към Зоотехническия институт (1926, Москва, „Смоленский бульвар“ 19)

## Галерия
- Църквата „Святой Троицы“ в Щёлково
- Кооперация на В. П. Смирнов на улица „Пятницка“
- Кооперация на Капырин на улица „Перва Тверско-Ямска“